# Waldweistroff
Waldweistroff é uma comuna francesa na região administrativa de Grande Leste, no departamento de Mosela. Estende-se por uma área de 7,73 km². Em 2010 a comuna tinha 500 habitantes (densidade: 64,7 hab./km²).